# Incendie d'une école de filles à La Mecque en 2002

L’incendie d'une école de filles à La Mecque survenu en 2002 a donné lieu à de nombreux commentaires, en Arabie saoudite ou à l'étranger, du fait de l'action en cette occasion de la police religieuse, qui aurait interdit aux jeunes filles de quitter l'établissement en bloquant les portes, entrainant la mort de 15 d'entre elles, et faisant plus de 50 blessées. 
En effet, l'incendie étant survenu tôt le matin, les jeunes filles n'étaient donc pas vêtues de façon conforme au code vestimentaire islamique (abaya, un long vêtement noir et enveloppant, et tête couverte) ; il convenait par conséquent, a jugé la police religieuse, d'interdire leur vue et leur contact aux hommes de la Défense civile, arrivés sur les lieux pour leur porter assistance. 

Selon Hanny Megally, Directeur général de la division « Moyen-Orient et Afrique du Nord » de Human Rights Watch : 

« Des femmes et des jeunes filles ont pu mourir sans raison à cause d'une interprétation extrême des conventions vestimentaires islamiques. Les autorités étatiques qui sont, directement ou indirectement, à l'origine de cette tragédie doivent en répondre. »

## Les faits

### Sécurité du bâtiment et des installations
Selon la presse saoudienne, l'incendie de l'école no 31 de La Mecque s'est déclaré le 11 mars 2002 à 8 heures du matin, dans une pièce du dernier étage, peut-être causé par un mégot mal éteint. 
Lors de la tentative qui s'est ensuivie pour fuir les flammes, 14 jeunes filles sont mortes sur le coup, et plus de 50 autres ont été blessées, du fait de la panique. Une quinzième jeune fille est morte quelques jours plus tard, et une autre, âgée de 15 ans, était alors toujours dans le coma. La plupart des morts se sont produites lorsqu'un escalier s'est effondré alors que les jeunes filles tentaient de fuir le bâtiment. Le bâtiment qui hébergeait l'école était complètement inadéquat, car surpeuplée par une population de plus de 800 étudiantes et professeurs. De plus, il semble que le bâtiment ait manqué des infrastructures adéquates, telles qu'alarmes-incendie, escaliers de secours, et extincteurs. 
D'autre part, lorsque l'incendie s'est déclaré, les jeunes filles ne purent pas sortir aussitôt, car les portes de l'école avaient été fermées à clé pour la nuit ; il fallut ensuite un certain temps avant que le gardien ouvre de nouveau les portes,. Il est en effet d'usage en Arabie saoudite de fermer les portes des écoles à clé, de façon à éviter toute promiscuité entre les sexes.

### Comportement des membres du Comité et de la Muttawa
Selon au moins deux comptes rendus, des membres du Comité pour la promotion de la vertu et la prévention du vice ou de la Muttawa interdirent aux jeunes filles de s'enfuir ou empêchèrent qu'elles soient sauvées des flammes car elles n'étaient pas « convenablement couvertes » et que les mutawwa'in de la police religieuse ne voulaient pas qu'il puisse y avoir un contact physique entre les jeunes filles et les forces de défense civile ; ils craignaient en effet que cela donne lieu à « des incitations de nature sexuelle » (sexual enticement) ; il a également été dit que la police religieuse enferma les jeunes filles ou les refoula à l'intérieur du bâtiment,.

Les forces de la Défense civile ont déclaré que le feu s'était éteint de lui-même avant qu'ils n'arrivent sur la scène. Il apparait que les membres du Comité n'étaient pas d'accord pour laisser les secours de la Défense civile pénétrer dans le bâtiment, bien que leurs efforts n'aient fait tout au plus que ralentir l'évacuation des blessées. Selon Human Rights Watch, l'un des officiers de la Défense civile a dit : 

« Chaque fois que les jeunes filles sortaient par la porte principale, ces gens les contraignaient à rentrer dans le bâtiment par une autre porte. Au lieu de tendre la main aux secours pour les aider, ils se sont servis de leurs mains pour nous frapper. »

## Les suites
Le Comité pour la promotion de la vertu et de prévention du vice a nié toutes les accusations d'action violente ou de fermeture des portes, mais l'incident et les comptes rendus des témoins ont été repris dans des journaux saoudiens tels que Saudi Gazette et Al-Iqtisaddiyya. Il en est résulté une critique tout à fait inhabituelle du Comité et de la Muttawa. 
La Haute Autorité pour l'éducation des jeunes filles (le GPGE, General Presidency for Girls' Education) a été également critiquée en tant qu'« agence gouvernementale contrôlée depuis longtemps par des religieux conservateurs » ; ce sont eux qui administrent les écoles de filles en Arabie saoudite.
Une enquête sur les causes de l'incendie a abouti au limogeage du religieux musulman Ali bin Murshid el-Murshid, le responsable chargé des écoles de filles. Cependant, le Comité pour la promotion de la vertu et la prévention du vice lui-même a été « absous » par l'enquête de tout « blâme pour avoir aggravé le bilan » de l'incendie ; les enquêteurs ont déclaré « non fondés » les comptes rendus selon lesquels la police religieuse aurait empêché des jeunes filles de fuir l'école lorsqu'elles n'avaient pas leur voile islamique sur la tête. Selon le ministre de l'Intérieur, le prince Nayef, deux membres du Comité et d'autres personnes se seraient rendus sur les lieux de l'incendie pour veiller à ce que les jeunes filles ne soient « importunées » en aucune façon à l'extérieur du bâtiment,.

## Sources
- (en) Cet article est partiellement ou en totalité issu de l’article de Wikipédia en anglais intitulé « 2002 Mecca girls' school fire » (voir la liste des auteurs).